# Autobahnknoten Poznań-Krzesiny
Der Autobahnknoten Poznań-Krzesiny (polnisch: Węzeł autostradowy Poznań-Krzesiny) liegt südöstlich der polnischen Stadt Poznań in der Woiwodschaft Großpolen. Er verbindet die polnische Autobahn A2, die Schnellstraße S11 sowie die Landesstraße 11 miteinander.

## Geschichte
Der Bau des Knotens erfolgte im Jahr 2003 zusammen mit dem Bau des Abschnittes zwischen den Knoten Poznań-Komorniki und Poznań-Krzesiny der A2. Bis zum 4. Juni 2012 stellte dieser Knoten das Ende der Südumgehung Posens dar, aktuell ist dies aber der Knoten Poznań-Wschód.

## Aktueller Stand
Folgende Richtungen stehen zur Auswahl:
- Autobahn A2, Schnellstraße S5 und Schnellstraße S11 in westlicher Richtung bis zum Poznań-Komorniki
- Autobahn A2 und Schnellstraße S5 in östlicher Richtung bis zum Poznań-Wschód
- Woiwodschaftsstraße 433 in nördlicher Richtung in das Stadtzentrum Posens
- Schnellstraße S11 in südlicher Richtung bis Kórnik

## Sonstiges
Der Knoten hieß ursprünglich nur Autobahnknoten Krzesiny und wurde aufgrund des Ortsteils Krzesiny der Stadt Posen so benannt. Im Jahr 2012 wurde der Name in Autobahnknoten Poznań-Krzesiny geändert. Der Knoten ist aus einem Kleeblatt aufgebaut und besteht aus zwei Brückenbauwerken.